# Tantéga
Tantéga ist ein Arrondissement im Département Atakora in Benin. Es ist eine Verwaltungseinheit, die der Gerichtsbarkeit der Kommune Matéri untersteht. Gemäß der Volkszählung von 2013 hatte Tantéga 22.869 Einwohner, davon waren 11.181 männlich und 11.688 weiblich.